# Station Agbado

Endstation der „Roten Linie“ Agbado; hinten links das Depot

Die Station Agbado wird sowohl Endstation als auch das Depot der im Bau befindlichen, zweiten S-Bahn-Linie von Lagos, der größten Stadt Nigerias, sein. Nach 12 Jahren Planung wurde mit dem Bau im April 2021 unter Federführung der CCECC angefangen. Der Bau gehört zum Lagos-Light-Rail-Projekt und ist Anfangspunkt der zweiten S-Bahn-Linie, der „Roten Linie“. Die „Rote Linie“ ist in diesem Projekt die 37 km lange Nord-Süd-Achse, während die „Blaue Linie“ die 27 km lange West-Ost-Strecke sein wird.

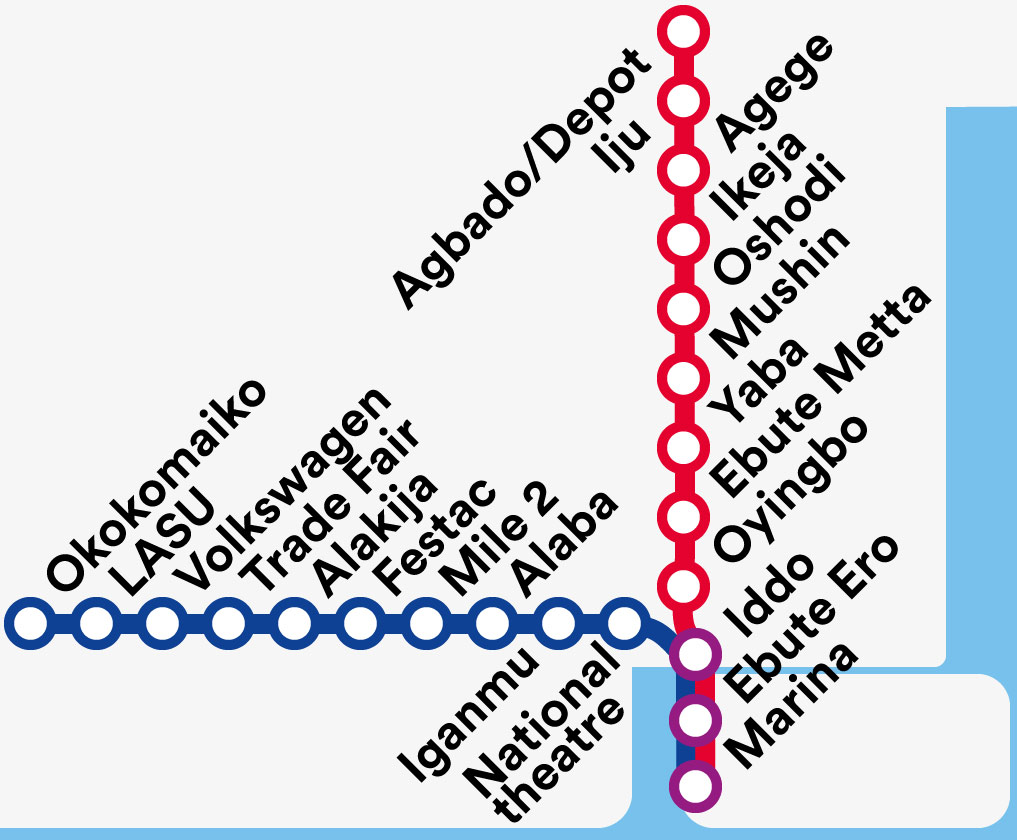
Rote und blaue S-Bahn-Linie in Lagos, Nigeria

Offenbar verwenden die ÖPNV-Gesellschaft von Lagos, LAMATA, und die Eisenbahngesellschaft von Nigeria, NRC, die Begriffe „train station“ und „railway station“ uneinheitlich. Darum muss die im Bau befindliche S-Bahn-Station Agbado vom gleichnamigen Zugbahnhof unterschieden werden, der sich 1 km nördlich und etwas außerhalb der administrativen Stadtgrenze von Lagos, im Bundesstaat Ogun, befindet. Dieser Zugbahnhof ist Teil der neuen Normalspurstrecke Lagos-Ibadan und wurde bereits 2021 fertiggestellt und in Betrieb genommen. Da die Normalspurstrecke einige Meter westlich neben der alten Kapspurstrecke verläuft, entstand nach ihrer Inbetriebnahme Raum für die überwiegend auf Pfeilern laufende „Rote Linie“ der S-Bahn. Bei der Station Agbado jedoch verläuft die Strecke ebenerdig.
Laut dem CEO der LAMATA, Frau Akinajo, wird die Station Agbado im September 2022 fertig sein.